# Externat médico-pédagogique
Un externat médico-pédagogique (EMP) est un établissement médico-social qui accueille des enfants présentant des troubles neurodéveloppementaux. Selon les établissements, il peut s'agir de troubles du développement intellectuel, de troubles du langage, de troubles des apprentissages (dyslexies, dysorthographies, dyscalculies), de troubles de la relation, avec ou sans autres troubles associés (troubles praxiques, mnésiques, troubles de l'attention avec ou sans hyperactivité...). 
Une équipe pluridisciplinaire propose, de façon individuelle ou collective, des actions éducatives, pédagogiques et thérapeutiques, en alternant ateliers d'expression, temps de scolarité, ateliers ludiques et sportifs, lieux de parole. Cette équipe est généralement composée d'éducateurs spécialisés, de psychothérapeutes, de psychomotriciens, de kinésithérapeutes, d'orthophonistes et de psychiatres.